# Bad König
Bad König (odenwälderisch Kinnisch, bis 1948 König, 1948–1952 Bad-König) ist eine Kurstadt im südhessischen Odenwaldkreis. Die Stadt ist ein anerkanntes Heilbad.

## Geografie

### Nachbargemeinden
Bad König grenzt im Norden an die Gemeinden Höchst und Lützelbach, im Osten und Süden an die Stadt Michelstadt sowie im Westen an die Gemeinden Brombachtal und Brensbach.

### Stadtgliederung
Zur Stadt gehören neben der Kernstadt Bad König die Ortsbezirke Zell, Momart, Etzen-Gesäß, Fürstengrund, Kimbach, Nieder-Kinzig und Ober-Kinzig (mit Mittel-Kinzig und Gumpersberg).

## Geschichte

### Übersicht

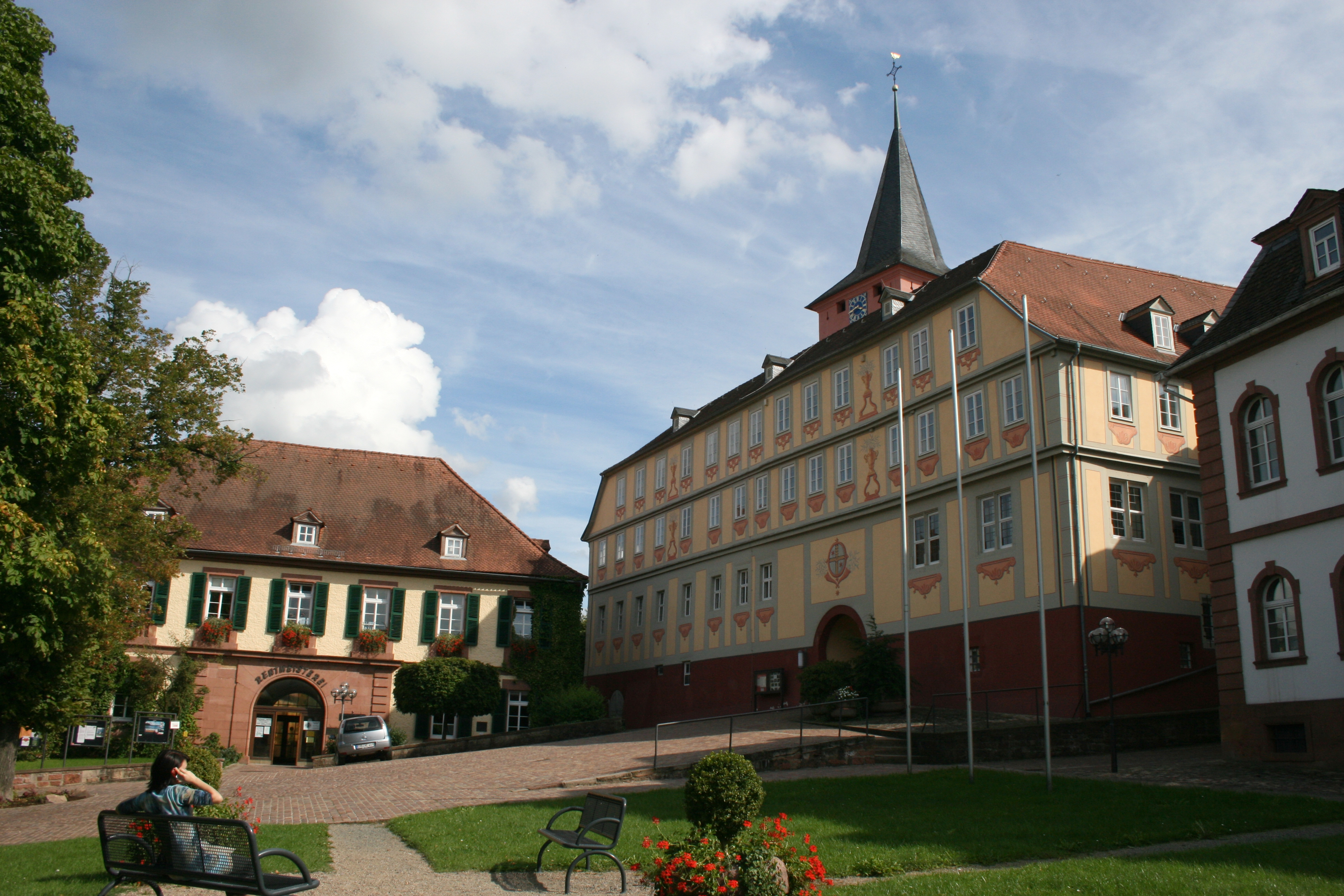
Altes Schloss und Rentmeisterei

„Quinticha“ ist der Name, mit dem Bad König in den Jahren 820 bis 822 urkundlich erwähnt wurde. Im Mittelalter war es ursprünglich Reichsbesitz und gehörte dann zum Besitz des Reichsklosters Fulda. Der Ort war schon im frühen Mittelalter befestigt und Mittelpunkt eines Zentgerichts und Zentamtes. Im Jahr 1477 wurde „Künnig als Chur Maintzisch Lehn“ an den Schenken Konrad von Erbach gegeben. Spätestens ab dem 16. Jahrhundert errichteten die Grafen von Erbach das Schloss Bad König im heutigen Ortskern. Mit der Erbachischen Landesteilung 1747 kam das Amt König in den Besitz der Grafen der Linie Erbach-Schönberg. Als Teil der Grafschaft Erbach gehörte der Ort zum Fränkischen Reichskreis. Zusammen mit dem Großteil der Grafschaft gelangte der Ort 1806 infolge der Rheinbundakte (Artikel 24) zum Großherzogtum Hessen. Nach Auflösung der alten Amtsstruktur 1822 fiel der Ort in den Zuständigkeitsbereich des Landgerichts Höchst, nach der Reichsjustizreform von 1877 ab 1879 in den des Amtsgerichts Höchst im Odenwald.
Im Jahr 1900 fand in Bad König die Verlobung der niederländischen Königin Wilhelmina mit Herzog Heinrich zu Mecklenburg statt. Es bestanden verwandtschaftliche Beziehungen zum Grafenhaus: Wilhelminas Mutter Emma zu Waldeck und Pyrmont war eine Schwester von Gräfin Elisabeth zu Erbach-Schönberg.
Die Anfänge als Kurbad gehen auf das 19. Jahrhundert und die Entdeckung von zwei heilsamen Quellen zurück. Im Februar 1948 wurde der Gemeinde König vom Hessischen Minister des Innern das Recht zur Führung der Ortsbezeichnung „Bad-König“ verliehen. Erst im Jahr 1948 durfte sich Bad-König „staatlich anerkanntes Bad“ nennen. Die amtliche Schreibweise wurde im Juni 1952 von „Bad-König“ nach „Bad König“ geändert. Am 10. Oktober 1980 erhielt das Odenwälder Heilbad die Stadtrechte, welche mit einem dreitägigen Festprogramm (10.–13. Oktober 1980) gefeiert wurden. Durch Neubauten nach 2000 (Odenwaldtherme und neue Wandelhalle) befindet sich das Kurzentrum in Modernisierung.

### Hessische Gebietsreform (1970–1977)

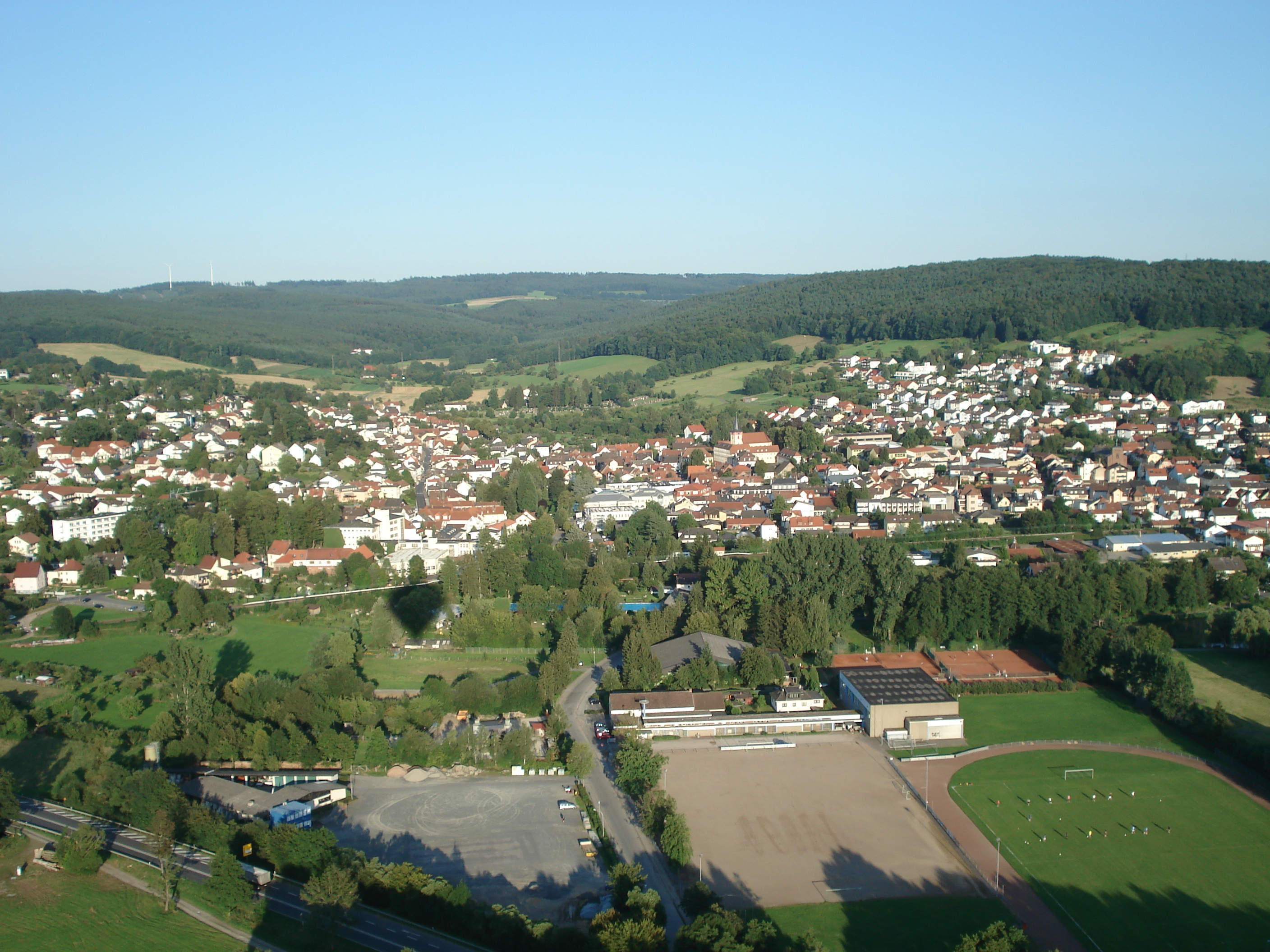
Bad König

Am 1. Oktober 1971 wurden im Rahmen der Gebietsreform in Hessen die selbständigen Gemeinden Fürstengrund, Kimbach, Momart, Nieder-Kinzig und Ober-Kinzig eingegliedert. Etzen-Gesäß und Zell kamen am 1. August 1972 hinzu.

## Jüdische Gemeinde
In (Bad) König bestand eine jüdische Gemeinde bis 1939. Ihre Entstehung geht in die Zeit des 18. Jahrhunderts zurück. Die höchste Zahl jüdischer Einwohner wurde um 1880 mit 100 Personen erreicht. Die Gemeinde war orthodox geprägt. Den jüdischen Familien gehörten am Ort Vieh- und Pferdehandlungen, Getreide- und Mehlhandlungen sowie Geschäfte für Manufakturwaren, Kolonialwaren, Glas und Porzellan. Die Firma J. Mannheimer hatte ein großes Geschäft für landwirtschaftliche Maschinen. Für jüdische Kurgäste bestand eine koschere Pension. Aus König stammt der spätere Rabbiner David Mannheimer (1863–1919). Er amtierte in Oldenburg (Oldb), im Großherzogtum Oldenburg als Landrabbiner von 1891 bis zu seinem Tod im Jahr 1919. Er ist auf dem jüdischen Friedhof in Oldenburg bestattet. Die 1795/97 erbaute Synagoge wurde beim Novemberpogrom 1938 schwer beschädigt und 1939 abgebrochen. 1933 lebten noch 72 jüdische Personen in der Stadt. Auf Grund höchst brutaler Szenen im Zusammenhang mit dem Novemberpogrom verließen die meisten den Ort, zumal sie seit 1939 keine Lebensmittel mehr kaufen durften. Mindestens zehn jüdische Personen aus Bad König wurden nach den Deportationen ermordet.

## Politik

### Stadtverordnetenversammlung
Die Kommunalwahl am 14. März 2021 lieferte folgendes Ergebnis, in Vergleich gesetzt zu früheren Kommunalwahlen:
| Sitzverteilung in der Stadtverordnetenversammlung 2021Insgesamt 27 Sitze - SPD: 9 - Grüne: 2 - CDU: 5 - ZBK: 11 | Parteien und Wählergemeinschaften | Parteien und Wählergemeinschaften            | % 2021 | Sitze 2021 | % 2016 | Sitze 2016 | % 2011 | Sitze 2011 | % 2006 | Sitze 2006 | % 2001 | Sitze 2001 |
| Sitzverteilung in der Stadtverordnetenversammlung 2021Insgesamt 27 Sitze - SPD: 9 - Grüne: 2 - CDU: 5 - ZBK: 11 | SPD                               | Sozialdemokratische Partei Deutschlands      | 32,0   | 9          | 36,4   | 10         | 32,3   | 9          | 44,2   | 12         | 42,3   | 13         |
| Sitzverteilung in der Stadtverordnetenversammlung 2021Insgesamt 27 Sitze - SPD: 9 - Grüne: 2 - CDU: 5 - ZBK: 11 | CDU                               | Christlich Demokratische Union Deutschlands  | 16,8   | 5          | 24,3   | 6          | 26,6   | 7          | 45,2   | 12         | 45,7   | 14         |
| Sitzverteilung in der Stadtverordnetenversammlung 2021Insgesamt 27 Sitze - SPD: 9 - Grüne: 2 - CDU: 5 - ZBK: 11 | ZBK                               | Zukunft Bad König                            | 41,8   | 11         | 32,0   | 9          | 26,6   | 7          | —      | —          | —      | —          |
| Sitzverteilung in der Stadtverordnetenversammlung 2021Insgesamt 27 Sitze - SPD: 9 - Grüne: 2 - CDU: 5 - ZBK: 11 | GRÜNE                             | Bündnis 90/Die Grünen                        | 9,4    | 2          | 7,4    | 2          | 8,7    | 2          | 4,4    | 1          | —      | —          |
| Sitzverteilung in der Stadtverordnetenversammlung 2021Insgesamt 27 Sitze - SPD: 9 - Grüne: 2 - CDU: 5 - ZBK: 11 | BL                                | Bürgerliste Bad König                        | —      | —          | —      | —          | 5,8    | 2          | —      | —          | —      | —          |
| Sitzverteilung in der Stadtverordnetenversammlung 2021Insgesamt 27 Sitze - SPD: 9 - Grüne: 2 - CDU: 5 - ZBK: 11 | FDP                               | Freie Demokratische Partei                   | —      | —          | —      | —          | —      | —          | 6,2    | 2          | 2,9    | 1          |
| Sitzverteilung in der Stadtverordnetenversammlung 2021Insgesamt 27 Sitze - SPD: 9 - Grüne: 2 - CDU: 5 - ZBK: 11 | GAL                               | Grün-Alternative Liste Bad König             | —      | —          | —      | —          | —      | —          | —      | —          | 6,7    | 2          |
| Sitzverteilung in der Stadtverordnetenversammlung 2021Insgesamt 27 Sitze - SPD: 9 - Grüne: 2 - CDU: 5 - ZBK: 11 | ÜWG                               | Überparteiliche Wählergemeinschaft Bad König | —      | —          | —      | —          | —      | —          | —      | —          | 2,4    | 1          |
| Sitzverteilung in der Stadtverordnetenversammlung 2021Insgesamt 27 Sitze - SPD: 9 - Grüne: 2 - CDU: 5 - ZBK: 11 | Gesamt                            | Gesamt                                       | 100,0  | 27         | 100,0  | 27         | 100,0  | 27         | 100,0  | 27         | 100,0  | 31         |
| Sitzverteilung in der Stadtverordnetenversammlung 2021Insgesamt 27 Sitze - SPD: 9 - Grüne: 2 - CDU: 5 - ZBK: 11 | Wahlbeteiligung in %              | Wahlbeteiligung in %                         | 49,5   | 49,5       | 47,9   | 47,9       | 47,9   | 47,9       | 47,4   | 47,4       | 59,6   | 59,6       |

Ortsbeiräte bestehen in den Stadtteilen Etzen-Gesäß, Momart, Nieder-Kinzig, Ober-Kinzig und Zell.
Fürstengrund und Kimbach haben seit der Kommunalwahl 2016 keine Ortsbeiräte.

### Bürgermeister
Nach der hessischen Kommunalverfassung wird der Bürgermeister für eine sechsjährige Amtszeit gewählt, seit dem Jahr 1993 in einer Direktwahl, und ist Vorsitzender des Magistrats, dem in der Stadt Bad König neben dem Bürgermeister ehrenamtlich ein Erster Stadtrat und sechs weitere Stadträte angehören. Bürgermeister ist seit dem 1. Januar 2025 Frank Hofferbert (ZBK), der in der Kommunalpolitik zuletzt Stadtverordnetenvorsteher war. Er setzte sich am 9. Juni 2024 im ersten Wahlgang gegen Amtsinhaber Axel Muhn, der sich um eine zweite Amtszeit beworben hatte, bei 60,3 Prozent Wahlbeteiligung mit 61,5 Prozent der Stimmen durch.
Amtszeiten der Bürgermeister
- 2025–2030 Frank Hofferbert (ZBK)[14]
- 2019–2024 Axel Muhn[15]
- 2007–2018 Uwe Veith[18]
- 1995–2006 Johann Weyrich (CDU)[19]
- 1989–1995 von Hohenau (SPD)
- 1983–1989 Kurt Süssenberger (SPD)[20]
- 1979–1983 Hermann Krönung (SPD) (1941–1983)[21]
- 1948–1979 Walter Pröhl[22]

### Wappen
| Wappen von Bad König | Blasonierung: „In Silber ein durchgehendes schwarzes Kreuz, das mit einem goldenen Stamm und drei daraus wachsenden goldenen Eichenblättern belegt ist; im oberen rechten und unteren linken Winkel je ein sechsstrahliger roter Stern.“ |

| Wappen von Bad König | Das Wappen wurde der Gemeinde König am 25. Mai 1927 durch das Hessische Innenministerium genehmigt. Seit der ersten urkundlichen Erwähnung um 800 gehörte die Siedlung zum fuldischen Fiskus Umstadt. Im 14. Jahrhundert fassten die Schenken von Erbach hier Fuß und wurden bald Alleinherren des stark befestigten Orts‚ der auch Mittelpunkt eines Centgerichts war. Auf die Zugehörigkeit zur Reichsabtei Fulda und nachmals zu den Grafen von Erbach beziehen sich das Kreuz und die erbachischen Sterne. Die stilisierte Eiche weist auf das Centgericht und die früher bei König stehende uralte Centgrenzeiche hin. |

### Flagge
Am 15. August 1952 wurde der Gemeinde Bad König im damaligen Landkreis Erbach durch das Hessische Innenministerium die Führung einer Flagge in den Farben rot-weiß-rot mit Wappenbild genehmigt.

### Städtepartnerschaften
Bad König pflegt seit 1982 eine Städtepartnerschaft mit Argentat in der Region Nouvelle-Aquitaine im Südwesten Frankreichs. Sie wurde am 21. Mai 1982 durch die beiden Bürgermeister Pierre Celles von Argentat und Herrmann Krönung von Bad König beurkundet.

## Wirtschaft und Infrastruktur
Ein Wirtschaftsunternehmen ist die seit 1912 in Zell ansässige Jakob Maul GmbH. Daneben gibt es z. B. die Odenwälder Lackfabrik GmbH in der Kernstadt.

### Kuranlagen und medizinische Einrichtungen
Ende des 19. Jahrhunderts wurden zwei Quellen entdeckt: Eine eisen- und manganhaltige Stahlquelle und eine 32 °C warme Thermalquelle (Odenwaldquelle), ein Natrium-Calcium-Magnesium-Hydrogencarbonat-Sulfat-Chlorid-Wasser. Beide wurden zunächst für Trinkkuren verwendet.
Bad König ist seit 1948 staatlich anerkanntes Kurbad. Es befindet sich heute in Wandlung von einem herkömmlichen Kurort zu einem Wellness- und Freizeitzentrum. Zugleich ist es Rehabilitation-Therapiezentrum, verfügt über ein dichtes Netz von Ärzten und Apotheken und zwei Kliniken:
- Asklepios Schlossberg-Klinik (Frührehabilitation bei Hirnschädigungen),
- Z.F.M. Zentrum für Fernöstliche Medizin und Naturheilverfahren GmbH + Co KG.

1952 gab es die ersten Initiativen, den morastigen Wiesengrund der Mümling zu einem Kurpark umzugestalten. Unter erheblichem technischen Aufwand wurden in den 1960er Jahren zwei artifizielle Seen (seit 1991 mit Wasserfontäne), umgeben von Grünflächen und Promenadenwegen, angelegt. Der Kurpark ist heute ein erweiterter Familien-Freizeitpark mit Restaurant und Biergarten, Minigolfplatz, Freiluftschach, Bocciabahn, Kneipp’schem Wassertretbecken (1987) und Tennisplätzen sowie seit Frühjahr 2012 einem Wasserspielplatz. Es gibt organisierte Nordic Walking- und Kurparklauf Aktivitäten. Im Juli 2012 wurden 10 große Sandstein-Skulpturen verschiedener Bildhauer im Park aufgestellt. Mit einer der Nordic Walking-Routen fällt teilweise ein 1997 angelegter Planetenweg von ca. 3 km Länge zusammen, auf dem an zehn Stationen die Sonne und die neun Planeten unseres Sonnensystems erklärt sind; die Stationen liegen im Abstand so zueinander, wie es der Konstellation im Sonnensystem entspricht. Die Erklärungstafeln für die Sonne und die inneren Planeten befinden sich dicht aufeinanderfolgend im Eingangsbereich des Kurparks, die letzte Station (Pluto) an der Grenze zum Ortsteil Zell. Zum astronomischen Didaktikprogramm im Kurpark gehören bereits seit 1987 drei Sonnenuhren, an denen die bis 1893 gültige wahre Ortszeit (WOZ), die MEZ und die Sommerzeit erklärt sind; der natürliche Mittag (Sonnenhöchststand) von Bad König (9 ° östliche Länge) ist 24 Minuten später als der für die Festlegung der MEZ auf 12:00 Uhr ausschlaggebende Mittag auf dem 15. Längengrad (Görlitzer Zeit); im Sommer ist – eine Stunde später – Sonnenhöchststand in Bad König um 13:24 Uhr (Görlitz 13:00 Uhr).
Zu den Kuranwendungen bei Muskel- und Gelenkproblemen, Stoffwechsel- und vegetativen Störungen gehörten in der Vergangenheit vor allem Kohlensäure- und Sauerstoffbäder, Unterwassermassagen, Fangopackungen und Wannenbäder; das Pendant in der Freizeit bestimmten traditionelle Heimatvorträge, Theateraufführungen, Kurkonzerte und Tanztees im Kurcafé der ehemaligen Wandelhalle. Diese Wandelhalle des Kurzentrums wurde 2010/2011 durch einen Neubau ersetzt, in dem regelmäßig Veranstaltungen stattfinden. Im gleichen Gebäude ist die Brunnenhalle untergebracht, in der das Bad Königer Heilwasser gekostet werden kann.
2000 wurde die Odenwald-Therme mit dem 32 °C warmen Thermalwasser (Innen- und Außenbecken, Sprudelliegen, Strömungskanal, Whirlpool) und Saunalandschaft eröffnet. Zu den heutigen Kuranwendungen in der Therme zählen Aqua-Fit-Gymnastik und Massagen, Thalasso-Therapien, Peelings, Physio-Therm-Infrarot-Behandlungen und 45-minütige Inhalationsaufenthalte in einer Salzgrotte mit einer Mischung aus Himalaya- und Schwarzmeersalz zur Behandlung von Allergien und Befreiung der oberen Atemwege.

### Verkehr

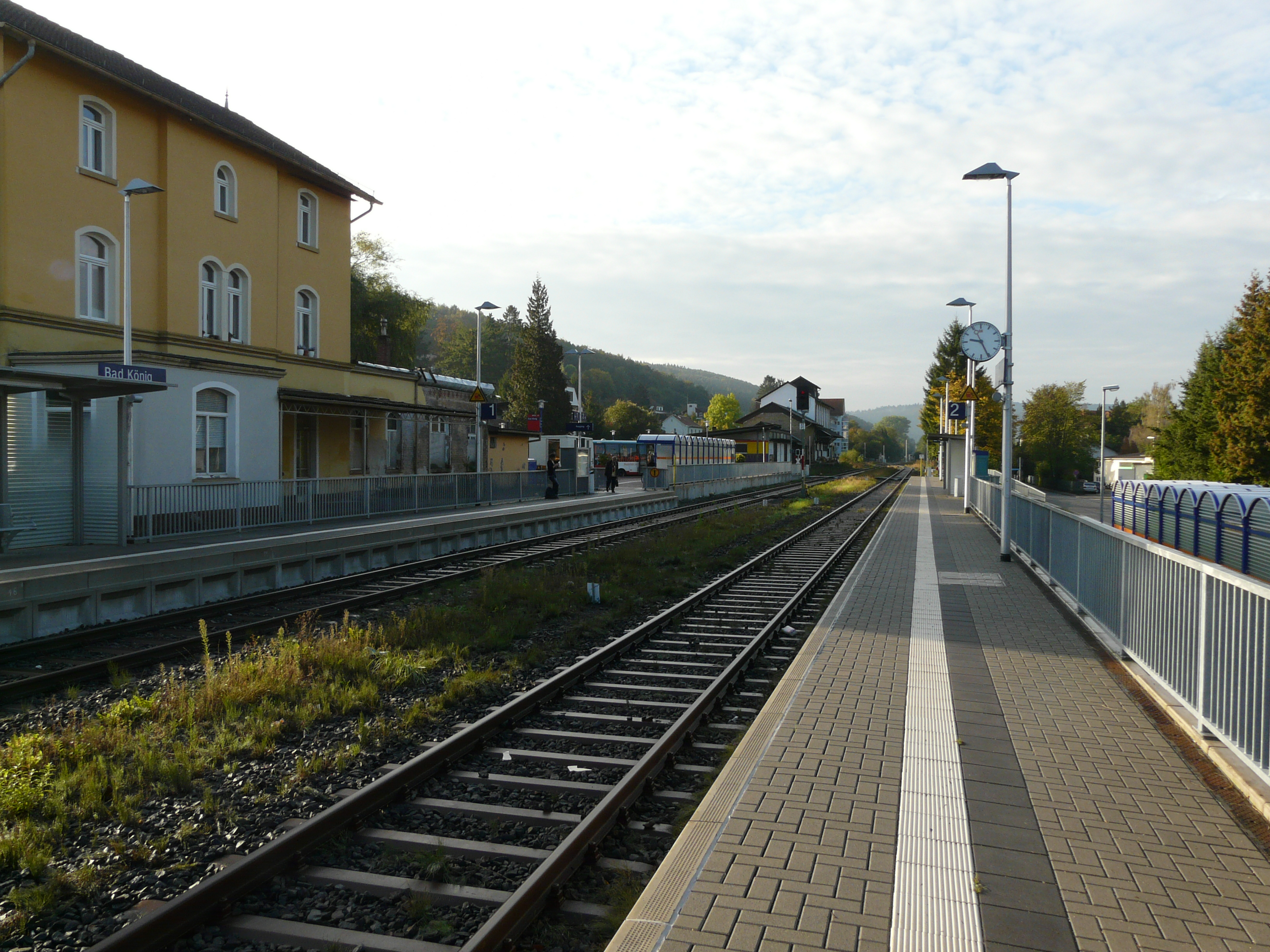
Bahnhof

Durch die B 45 (Hanau–Eberbach) ist die Stadt an das Straßennetz angeschlossen. Die Odenwaldbahn (RMV-Linien 80, 81, 82, 85) verbindet Bad König und den Stadtteil Zell mit dem Bahnhof Eberbach im Neckartal sowie Frankfurt und Darmstadt.

### Radwanderwege
Durch das Stadtgebiet führen folgende Radwanderwege:
- An der Mümling verläuft der 225 km lange 3-Länder-Radweg als Rundweg durch das Dreiländereck von Hessen, Baden-Württemberg und Bayern. Entlang von Mümling, Neckar und Main erkundet die Route den Odenwald. Teil dieser Route ist der 75 Kilometer lange Mümling-Radweg, der Obernburg mit Hirschhorn am Neckar verbindet.
- Der Hessische Radfernweg R4 beginnt in Hirschhorn am Neckar und verläuft mit einer Gesamtlänge von 385 Kilometern von Süd nach Nord durch Hessen, entlang von Mümling, Nidda und Schwalm nach Bad Karlshafen an der Weser.

## Sehenswürdigkeiten

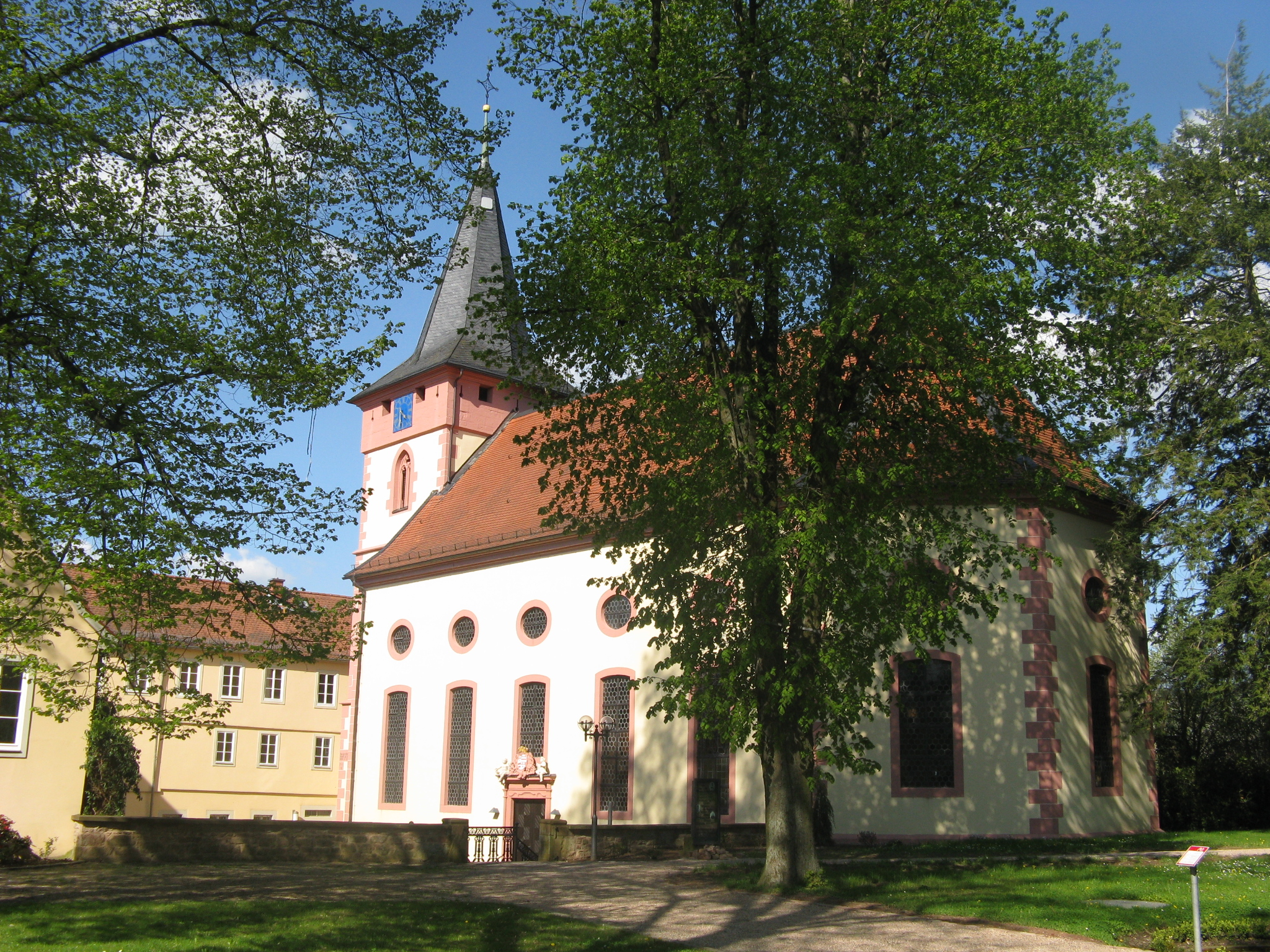
Evangelische Kirche (1750/51) mit Wehrkirchturm von 1479

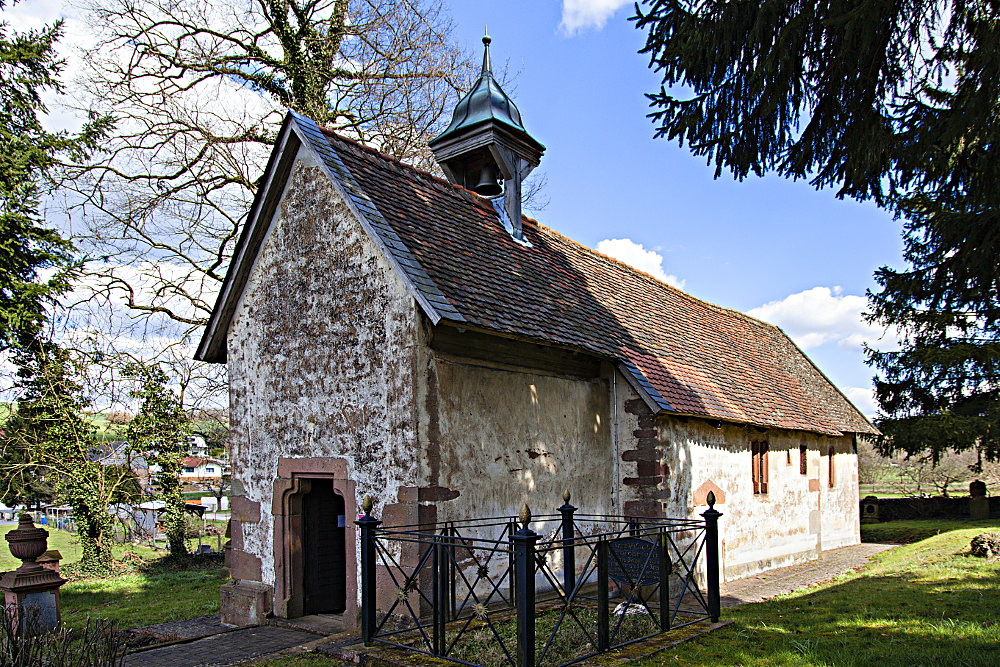
Friedhofskapelle Bad König

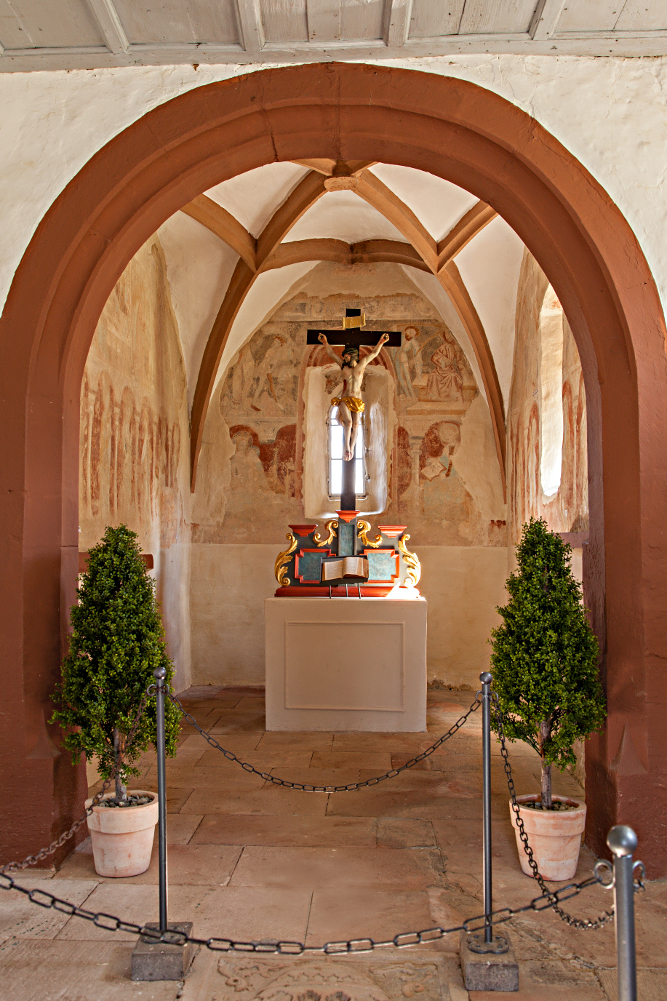
Innenansicht der Friedhofskapelle Bad König

Die Sehenswürdigkeiten konzentrieren sich rund um den Schlossplatz mit dem Schloss Bad König, bestehend aus Altem und Neuem Schloss, Rentmeisterei, evangelischer Kirche, Barock-Freitreppe und Lustgarten. Dort befindet sich auch ein Heimatmuseum zur Dokumentation lokalen Handwerks.
Die barocke evangelische Kirche (1750–1751) hat noch einen dreigeschossigen Wehrkirchturm von 1479 vom Vorgängerbau, der in den Wehrkirchhof integriert war (Gründungsstein mit Inschrift im Untergeschoss). Im Mauerwerk des zweiten Geschosses war ein römischer Grabstein mit der Inschrift „D. M. L. SEXTII VALE“ eingebunden; er befindet sich jetzt im Tordurchgang der Rentmeisterei und wurde an Ort und Stelle durch eine Kopie ersetzt. Über dem Sandsteinportal an der Westseite (Inschrift mit Datierung 1751) ist das von zwei Putti flankierte Wappen des Hauses Erbach angebracht. Der Innenraum ist ein Saal mit Flachdecke und einer Orgel aus dem 18. Jahrhundert.
Die als Kurklinik genutzte Villa Lien ist ein bedeutender repräsentativer Bau des Historismus.
Seit 1999 ist dem Heimatmaler Georg Vetter ein kleines Museum mit Gemälden und Zeichnungen sowie ausgestopften Tieren gewidmet.
Seit 2021 steht im Kulturdenkmal „Hamburger Zigarrenfabrik“ das dritte Museum Bad Königs, das Technikmuseum TECMUMAS, den Besuchern der Stadt mit regelmäßigen Öffnungstagen zur Verfügung.
Ca. 1 km östlich der Stadt im Kimbacher Tal steht die im Kern romanische Friedhofskapelle mit einer spätgotischen Vorhalle aus dem Jahre 1514, rechteckigem Langhaus und ebenfalls rechteckigem eingezogenem Chor (14. Jh.). Es ist das älteste Bauwerk in Bad König. Sein baulicher Kern geht mindestens auf das 11. Jahrhundert zurück, kann aber auch älter sein. Die These, dass der Vorgänger karolingischen Ursprungs sei, konnte jedoch bisher nicht bestätigt werden. Zur Friedhofskapelle wurde sie erst, als beim Neubau der Pfarrkirche in Bad König in Verbindung mit der baulichen Umgestaltung des Schlossbereiches der Begräbnisplatz der Gemeinde an die Kapelle verlegt wurde. Die Jahreszahl 1771 über der Friedhofskapelle kündet von dieser letzten Bestimmungsveränderung. Bei Restaurierungsarbeiten im Frühjahr 2005 wurden Wandmalereien des 14. Jahrhunderts (Heiligenfiguren und Passionsszenen) freigelegt.

### Stadt der Skulpturen
Im Kurpark stehen 16 Sandstein-Skulpturen verschiedener Bildhauer.
Am Ende der Schwimmbadstraße Richtung Bundesstraße befindet sich auf dem Kunstplatz Nr. 1 ein Ausstellungs-Gelände mit 34 Sandstein-Skulpturen.
Im Lustgarten, hinter dem Schloss und im Stadtgebiet stehen weitere Skulpturen.

## Natur und Schutzgebiete
Nordwestlich von Bad König ist ein Abschnitt der Mümlingaue als Naturschutzgebiet „Bruch von Bad König und Etzen-Gesäß“ ausgewiesen.
In den Ortsteilen sind zudem mehrere markante Einzelbäume oder Baumgruppen als Naturdenkmale geschützt.

## Persönlichkeiten
- Christian zu Erbach-Schönberg (1728–1799), Statthalter des Deutschen Ordens und regierender Graf in König
- Karl Julius Weber (1767–1832), Schriftsteller und Satiriker, gräflicher Hof- und Regierungsrat in König
- Franz Taurinus (1794–1874), Mathematiker
- Friedrich Bergsträsser (1800–1847), hessischer Politiker und ehemaliger liberal-konservativer Abgeordneter der 2. Kammer der Landstände des Großherzogtums Hessen
- Lorenz Büchner (1817–1860), Bürgermeister von (Bad) König und Vater von Gottfried Büchner
- Johann Adam Groh (1824–1881), Mitbegründer der landwirtschaftlichen Genossenschaftsvereine in Hessen
- Carl Weyprecht (1838–1881), Polarforscher
- Gottfried Büchner (1851–1919), Bürgermeister von (Bad) König und liberaler hessischer Landtagsabgeordneter
- David Mannheimer (1863–1919), großherzoglich-oldenburgischer Landesrabbiner und Feldrabbiner der Kaiserlichen Marine in Wilhelmshaven
- Victor zu Erbach-Schönberg (1880–1967), Diplomat und Abgeordneter
- Georg Vetter (1891–1969), Maler
- Otto Malfeld (1921–2013), SPD-Politiker, Bürgermeister von Wetzlar
- Walter Treser (1940–2021),  Ingenieur, Projektleiter und Namensgeber des Audi quattro
- Peter Sehr (1951–2013), Filmregisseur
- Herbert Rebscher (1954–2024), Unternehmer, Vorstandsvorsitzender der DAK
- Frank Philipp Schlößmann (* 1963), Bühnenbildner